# Eugene Stoner
Eugene Stoner Morrison (Palm City, 22 novembre 1922 – Palm City, 24 aprile 1997) è stato un ingegnere e inventore statunitense, celebre per l'invenzione del fucile d'assalto M16.
È considerato, assieme a John Browning e Mikhail Kalashnikov, il designer di una delle armi più famose del XX secolo, da un suo progetto verrà poi realizzato l'M16.

## Biografia
Dopo gli studi Stoner iniziò la propria carriera alla Vega Aircraft Company come pilota. Durante la seconda guerra mondiale, si arruolò nel reparto Aviation Ordnance dei Marines degli Stati Uniti con cui prestò servizio nel Pacifico meridionale e nella Cina settentrionale.
Nel 1954 iniziò la carriera da ingegnere capo per la ditta Armalite. In quel periodo progettò i fucili AR-3, ArmaLite AR-7 Explorer, AR-9, AR-10, AR-11, AR-12, e l'AR-15. Morì di cancro a Palm City, in Florida, il 24 aprile 1997 all'età di 74 anni.

## Progetti

### AR-15

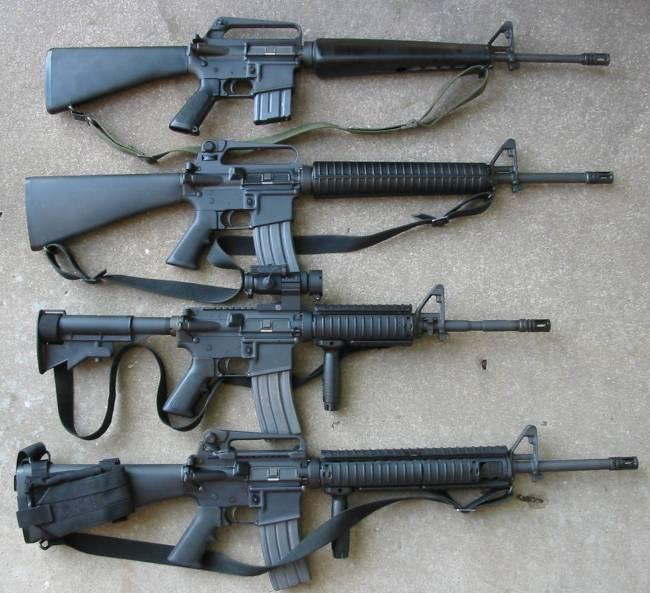
Le varie versioni di M16 ed M4

Sulla base di un progetto di Stoner, Robert Fremont e Jim Sullivan progettarono l'AR-15.
Nel 1959 Armalite vendette tutti i diritti per la produzione dell'AR-15 alla Colt, che sul modello iniziale realizzò l'M16 che poi venne utilizzato in ambito militare.

### AR-50
Il suo ultimo progetto è stato il AR-50, progettato negli anni '90 e prodotto a partire dal 1999.

### SR-25

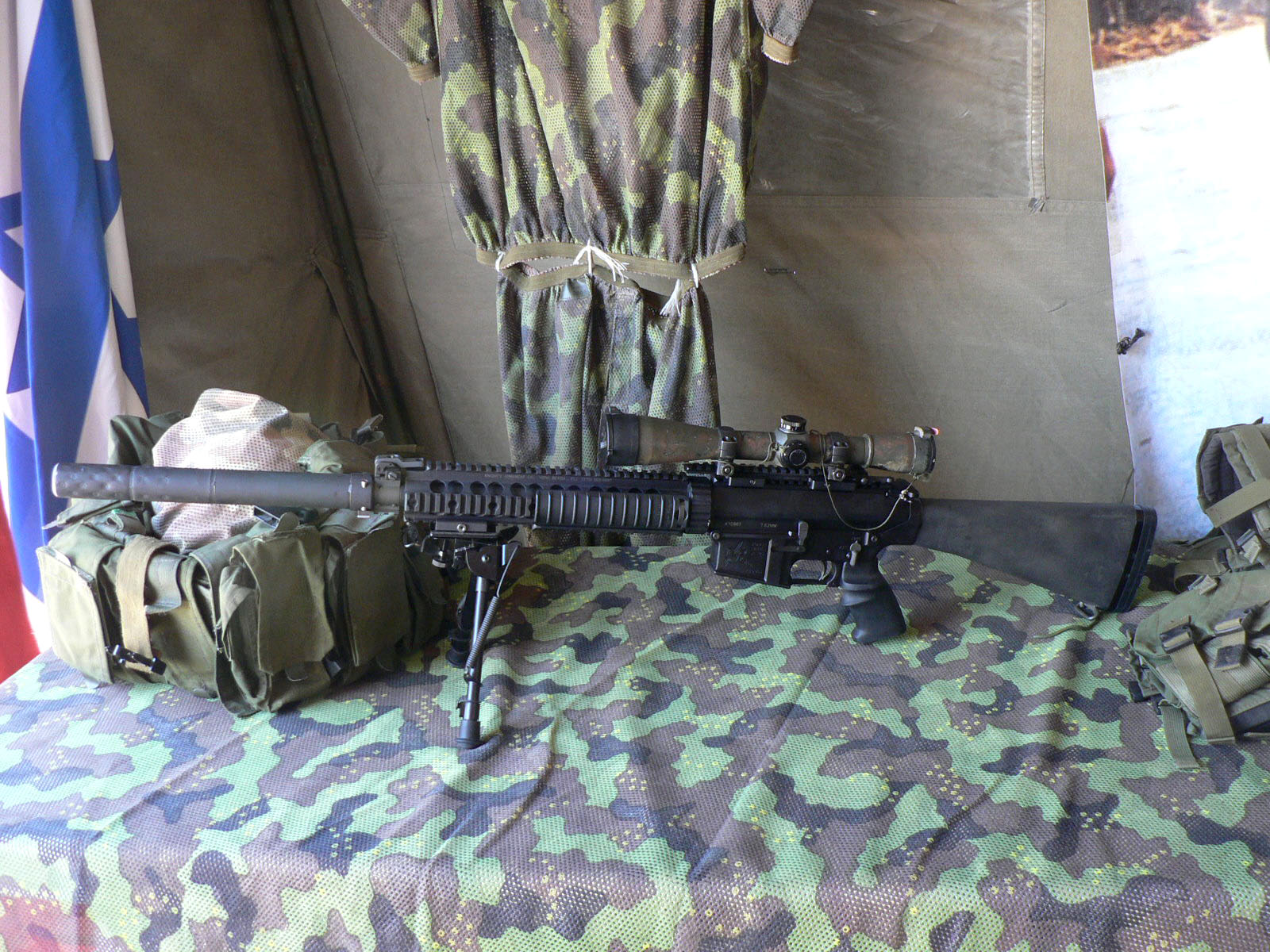
L'SR-25, conosciuto anche come "Stoner Rifle"

Nel 1990 ha brevettato il fucile di precisione SR-25.